# Mount Dart
Mount Dart är ett berg i Antarktis. Det ligger i Östantarktis. Australien gör anspråk på området. Toppen på Mount Dart är 1 695 meter över havet.
Terrängen runt Mount Dart är platt åt nordväst, men åt sydost är den kuperad. Trakten är obefolkad. Det finns inga samhällen i närheten.